# Peines de cœur d'une chatte anglaise
Peines de cœur d’une chatte anglaise est une nouvelle d'Honoré de Balzac. Elle fait partie des Scènes de la vie privée et publique des animaux, paru en livraison de 1840 à 1842, puis en livre illustré, le tome premier en 1841 et le second en 1842 avec le sous-titre Études de mœurs contemporaines.
« Pour cet ouvrage collectif qui prend place à son tour dans le réseau éditorial de la “littérature panoramique”, et qui animalise les “types”, Balzac donne les Peines de cœur d’une chatte anglaise ainsi que d'autres contes animaliers. Le seul énoncé du titre, Scènes de la vie privée et publique, indique la référence à Balzac et aux sections introduites dans La Comédie humaine. Balzac intervient ainsi non seulement comme l’un des contributeurs de l’ouvrage, mais il constitue aussi l’horizon de référence du livre entier qui transpose La Comédie humaine en une “comédie animale” conforme au goût de Grandville pour le bestiaire anthropomorphe. ».
George Sand, Charles Nodier et Louis Viardot participèrent aussi à l'ouvrage, ainsi que l'éditeur lui-même, Hetzel, qui produisit la nouvelle sous le pseudonyme de P. J. Stahl : Les Peines de cœur d'une chatte française, en réponse aux Peines de cœur d'une chatte anglaise.
« Le frontispice des Scènes de la vie privée et publique des animaux met en scène les similitudes de l’homme à l’animal […]. Il montre Grandville dessinant ses auteurs, Balzac, Sand et Janin, qui sont mis en cabane au Jardin des Plantes avec la légende : “défense de rien jeter aux animaux”. Dans sa seconde édition, ce livre illustré par Grandville prendra un nouveau titre : Les Animaux peints par eux-mêmes. »
Lors de sa publication, le texte fut accueilli avec enthousiasme par la gentry anglaise qui en comprenait l’humour au second degré. Ce fut d’ailleurs un Anglais, Edward Bond, qui l’adapta en livret d’opéra, bien qu'on ait, au XXe siècle, assez injustement taxé Balzac ainsi qu’Hetzel d’anglophobie.

## Thème
Beauty, une chatte magnifique qui a échappé à la noyade d’une portée de chats parce qu’elle a un poil blanc étincelant, est d’abord recueillie chez une vieille fille qui l’instruit des règles de vie « victorienne », d’une absolue rigidité. Il n’est pas question de faire pipi sur le tapis (même, si possible, ne pas faire pipi du tout). Pas question non plus de manger en public, pas question d’indiquer d’une manière ou d’une autre les besoins du corps, et même, il est bon de n’avoir pas de corps. Toute chose naturelle étant improper y compris le pantalon et le derrière qui portent le nom d'« innommable ».
Très déprimée, Beauty est heureusement sauvée de cet enfer par une jeune fille de haute naissance qui est délicieuse avec la chatte, mais très capricieuse dans le choix de ses maris. Dans le défilé des prétendants se trouve un pair qui semble faire l’affaire de la jeune fille et qui possède un chat persan : Puff, plutôt vieux, victorien, et doté d’un peu d’embonpoint. Il s’ensuit des réunions de chats où l’on discute politique, vie sociale, société, élégance, etc. Jusqu’au jour où arrive Brisquet, petit chat français dragueur et un peu « apache » qui parvient non seulement à courtiser Beauty, mais aussi à l’amuser en l’entraînant sur les gouttières (très improper, le chat français). Beauty l’adore, mais son éducation l’empêche de le lui avouer (improper), et Brisquet est assassiné par Puff et sa bande, au grand désespoir de Beauty.

## Les autres contes du recueil

### Guide-âne à l’usage des animaux qui veulent parvenir aux honneurs

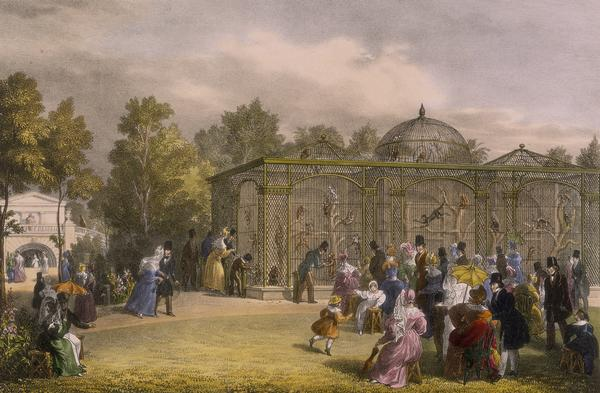
Maison des singes, zoo de Londres.

Outre les Peines de cœur, le recueil comporte un conte où un âne relate la querelle qui opposa le baron Cuvier et un autre scientifique que Balzac admirait, Étienne Geoffroy Saint-Hilaire, sur le sujet de l’unité de composition organique pour lequel tous les savants d’Europe se passionnaient en 1830. L’action se déroule dans le faubourg Saint-Marceau où se retrouvaient les montreurs d’animaux savants, au Jardin des plantes de Paris, et dans le zoo de Londres où l’âne conteur finit sa carrière comme pièce à conviction. Balzac brocarde allègrement au passage la façon dont les académies, universités et pouvoir en place s’arrangent pour réduire au silence tout scientifique n’adhérant pas à la doctrine officielle.

### Voyage d’un moineau de Paris à la recherche du meilleur gouvernement

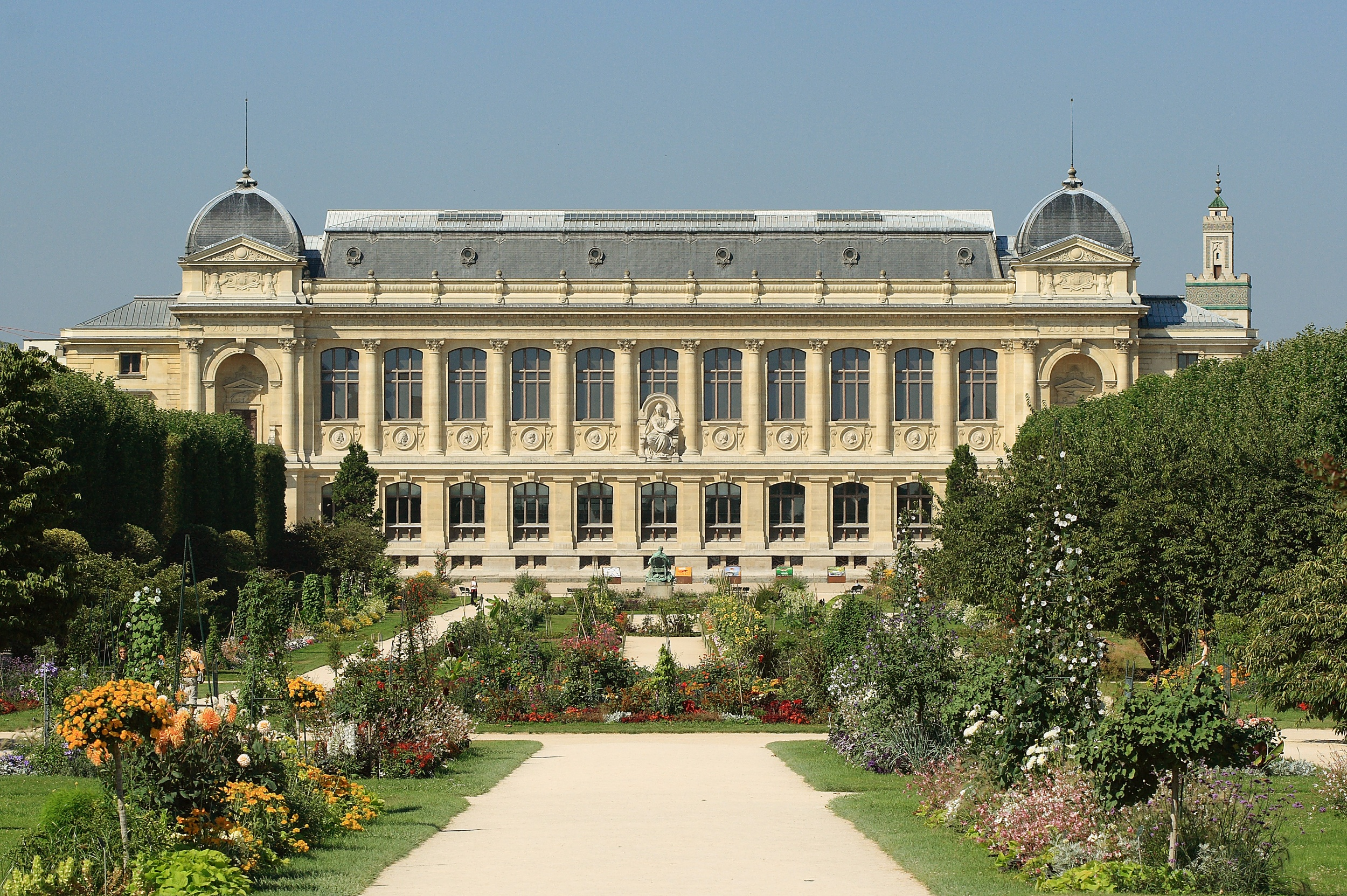
Jardin des plantes de Paris.

Un autre conte écrit par Balzac fut attribué à George Sand par décision de l’auteur qui le qualifia de « charmant apologue de George Sand » dans une lettre qu’il adressa à Hetzel et qui fut publiée au Charivari pour le lancement du tome I. Balzac trouvait que sa signature apparaissait trop souvent dans ce tome I : George Sand accepta la supercherie avec d’autant plus d’amusement que le texte donne un rôle important à un de ses grands amis, Lamennais, « défenseur du prolétaire » sous le nom de Grand Friquet. Friquet visite d’abord l’île des Fourmis, l’Angleterre, où règne une féroce oligarchie, puis la république des Loups, pays de liberté et d’égalité où « les rudes vertus » semblent peu convaincantes, la France.

### Voyage d’un lion d’Afrique à Paris, et ce qui s’ensuivit

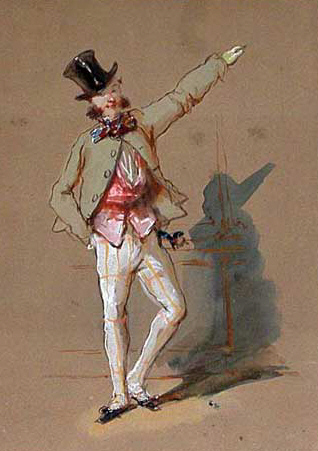
Dandy de Paul Gavarni.

Un lion de l’Atlas, prince héritier, vient à Paris pour parfaire son éducation. Il est d’abord capturé, enfermé au zoo du Jardin des plantes, puis relâché et guidé dans la ville par un chien policier qui lui fait découvrir les fastes des boulevards.
Cette satire des « lions » (dandy-lion) tourne en ridicule les élégants qui, pour éclabousser le tout-Paris de leurs splendeurs, se jettent dans des dépenses invraisemblables. Ils sont accompagnés de leur aréopage : les « tigres » (laquais), fréquentent les « loups-cerviers » (banquiers), et usent de ces petites danseuses entretenues : les « rats » (voir : Personnages de La Comédie humaine).
Le texte fut écrit conjointement par Balzac et Hetzel. L’auteur-éditeur corrigea le conte et écrivit le dénouement avec une vague allusion à la question d’Orient.

### Les amours de deux bêtes offerts en exemple aux gens d’esprit
Sous-titré : Histoire animau-sentimentale, le texte est dédicacé par le « rédacteur » à mademoiselle Anna Granarius, personnage humain du conte et amoureuse de l’élève de son père, éminent naturaliste. On reconnaîtra facilement dans cette pochade un Paul et Virginie animalier. Paul, cochenille capturée en Afrique pour la reproduction en laboratoire, refuse obstinément tout rapport sexuel car il demeure fidèle à son grand amour : la chenille Virginie restée au pays. Anne Granarius, émue par l’attitude, de l’insecte, s’arrange avec son amoureux pour réunir Paul et Virginie qui ne cesseront de se reproduire. Balzac s’est beaucoup amusé à décrire les serres tropicales et aussi la « faune » des naturalistes, avec des allusions à Georges Cuvier et Étienne Geoffroy Saint-Hilaire, lançant également force clins d’œil aux Orientales de Hugo, aux cigares de George Sand et au Roméo et Juliette d’Hector Berlioz.

## Adaptations
Au théâtre : par le groupe TSE. Au théâtre Gérard-Philipe de Saint-Denis (1977). Au théâtre Montparnasse (1978). Mise en scène par Alfredo Arias avec des masques dans le style d’un carnaval sud-américain. La pièce fera le tour du monde (huit pays, vingt-huit villes, quatre cent cinquante représentations, dont plusieurs à Broadway.
À la télévision : le spectacle d’Alfredo Arias reçoit le prix Plaisir du théâtre en 1978.
À l’Opéra : La Chatte anglaise, opéra en deux actes, livret d’Edward Bond tiré de la nouvelle d’Honoré de Balzac : Peines de cœur d’une chatte anglaise, musique de Hans Werner Henze. Création mondiale au Festival de Schwetzingen en 1983, coproduction avec l’opéra de Lyon en 1984.